# Randal Willars
Pour les articles homonymes, voir Olvera (homonymie).
Randal Willars Valdez (né le 30 avril 2002) est un plongeur mexicain.
Il remporte le titre du 10 m lors des Jeux olympiques de la jeunesse de 2018.

## Palmarès

### Championnats du monde
- Championnats du monde 2023 à Fukuoka ( Japon) :
  -  Médaille d'argent par équipes mixtes.
  -  Médaille de bronze de la plateforme synchronisée à 10 m.
- Championnats du monde 2024 à Doha ( Qatar) :
  -  Médaille d'argent par équipes mixtes.
- Championnats du monde 2025 à Singapour ( Singapour) :
  -  Médaille d'argent par équipes mixtes.
  -  Médaille de bronze de la plateforme à 10 m.

### Jeux panaméricains
- Jeux panaméricains 2023 à Santiago ( Chili) :
  -  Médaille d'or de la plateforme à 10 m.
  -  Médaille d'or de la plateforme synchronisée à 10 m.